# TinEye

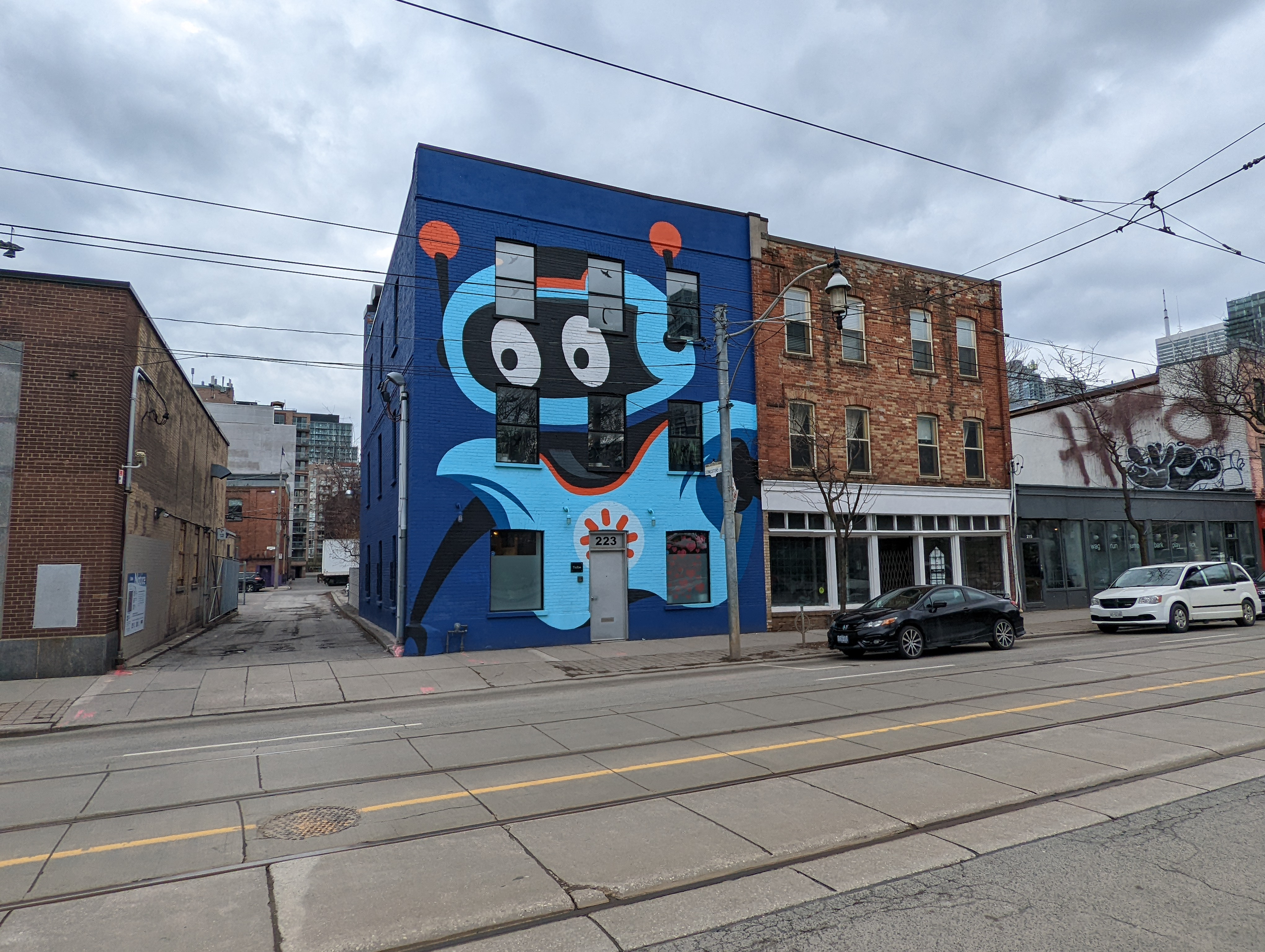

TinEye est un site web canadien de recherche d'image par le contenu, créé en 2008 par l'entreprise Idée, Inc., elle-même fondée en 1999. En octobre 2012, le site affirme posséder une base de données de plus de deux milliards d’entrées et affirme en ajouter dix millions chaque mois.
TinEye trouve les versions « les plus modifiées », « les plus anciennes », « les plus récentes », « les plus grandes » (les plus lourdes, en principe de meilleure qualité) d’une photo, d'après le réseau Global Investigative Journalism.

## Principe
L’utilisateur fournit au moteur de recherche une image de son disque dur ou d'une URL et TinEye recherche les images identiques, sans prendre en compte la taille ou la définition. On peut retrouver ainsi des images de meilleure définition, mais aussi des images plus complètes si la photo fournie est issue d’un recadrage.